# Pleinairisme

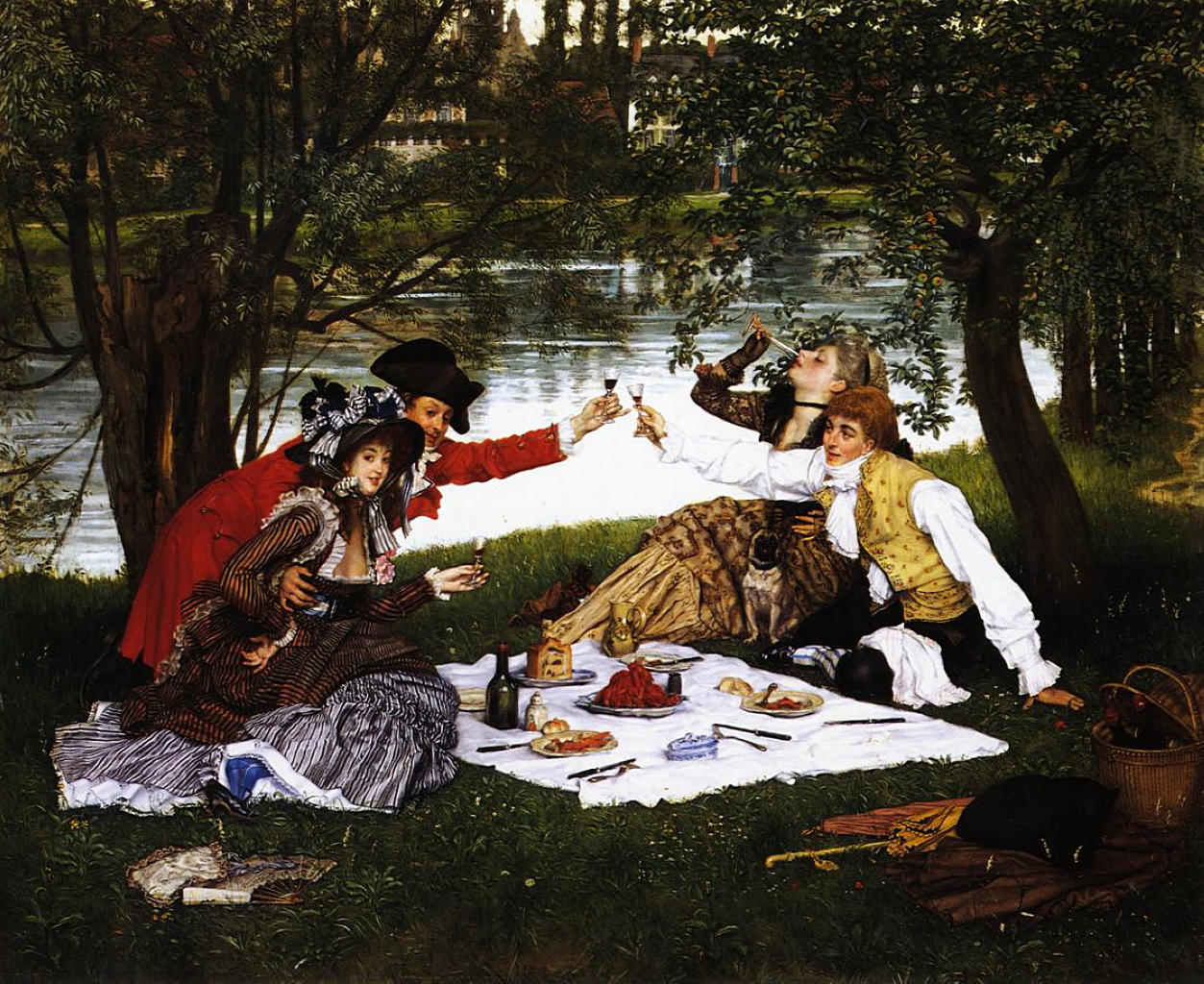
La Partie carrée, peinture de James Tissot (1870). Un déjeuner sur l'herbe en plein air au bord de la Seine en costume... un exemple typique de pleinarisme.

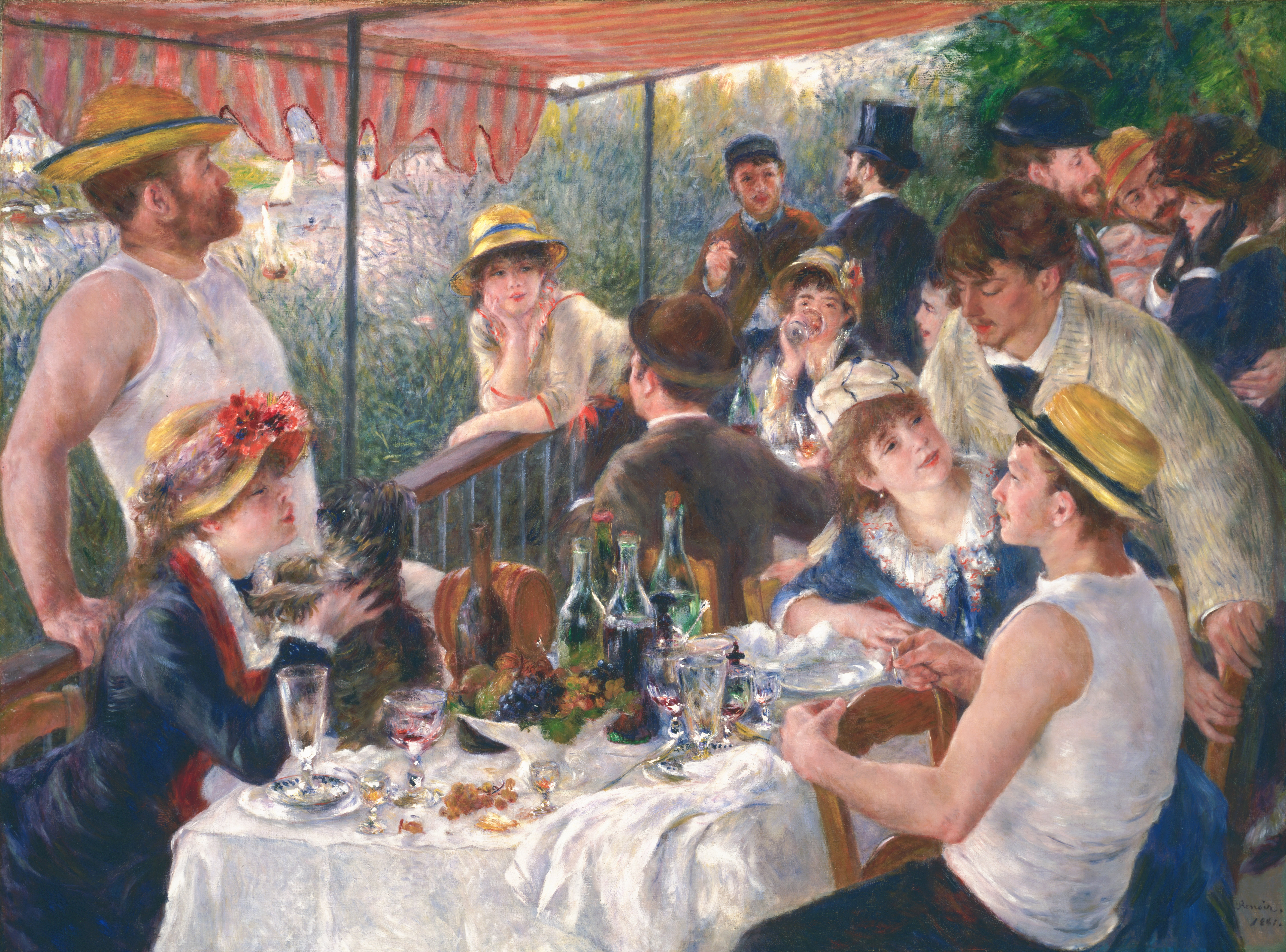
Le Déjeuner des canotiers de Pierre-Auguste Renoir de 1881, un exemple typique de peinture impressionniste.

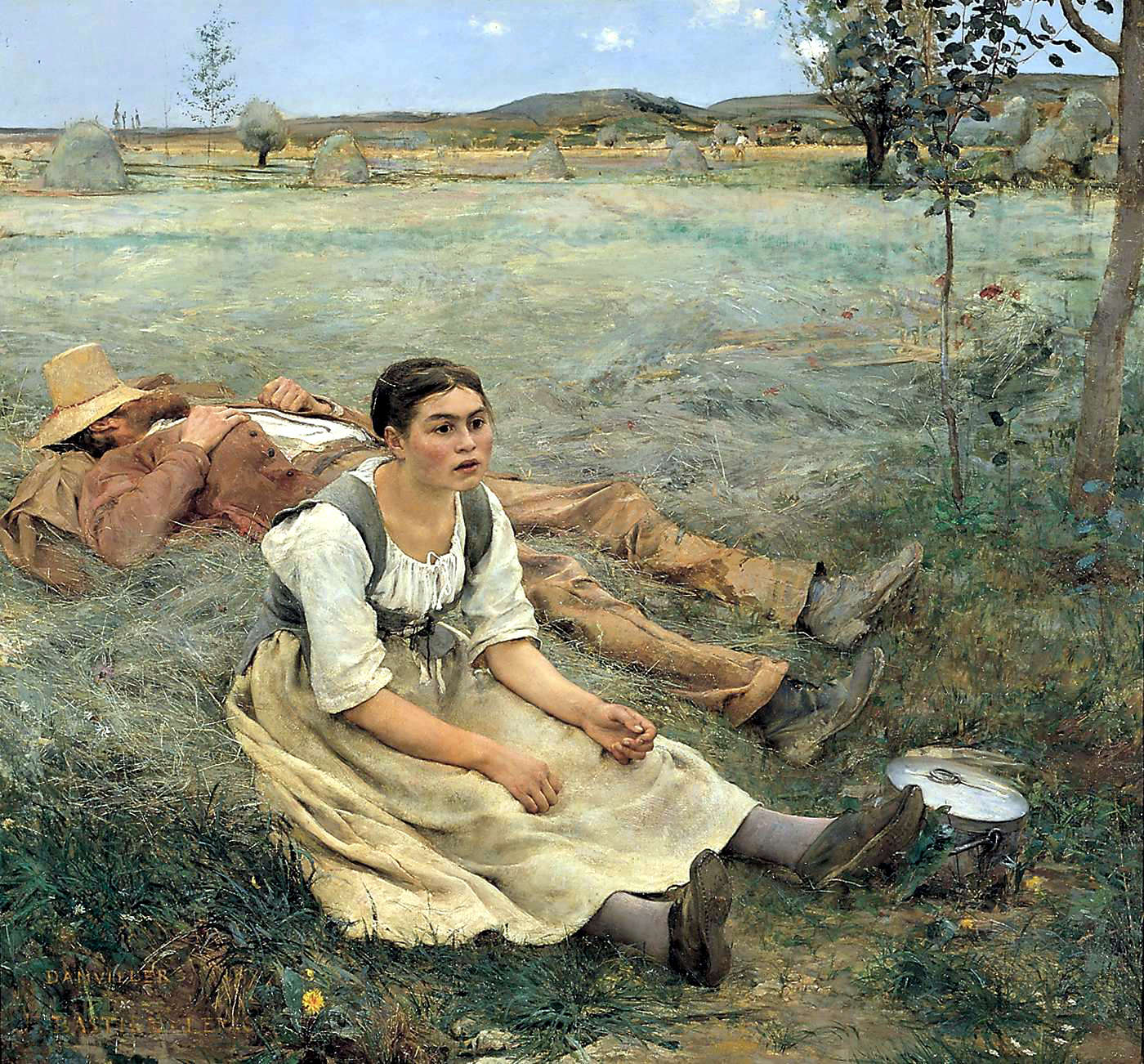
Les Foins de Jules Bastien-Lepage (1877), musée d'Orsay, Paris, un chef-d'œuvre du pleinairisme.

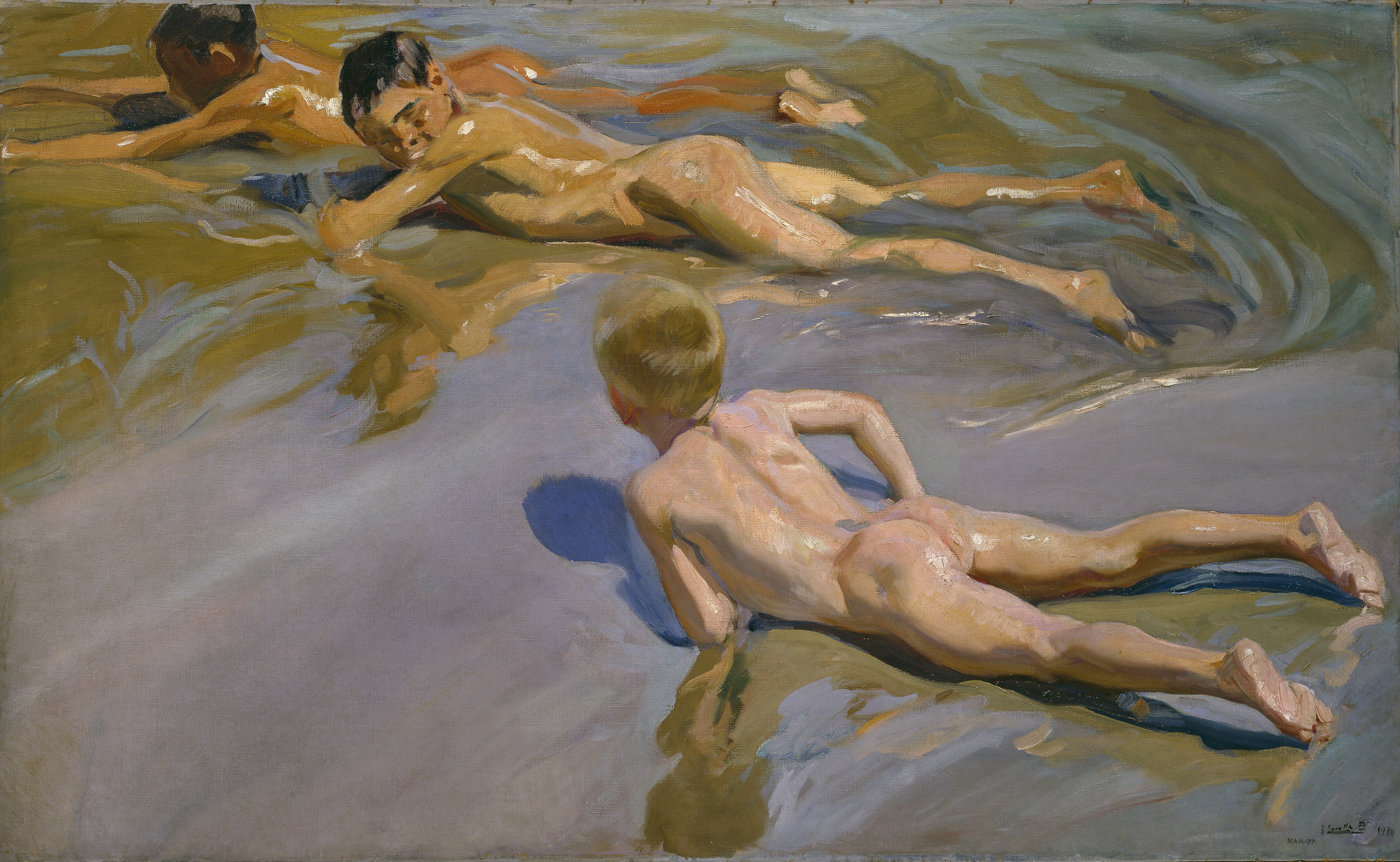
Joaquín Sorolla, Enfants sur la plage (1910), une autre forme de pleinairisme qui a su intégrer les leçons de l'impressionnisme.

Le pleinairisme désigne le principe général de peindre en plein air des scènes d'extérieur, des jeux de lumière solaire. Dans l'histoire de la peinture, cette façon de procéder a commencé en France, d'abord pendant la première moitié du XIXe siècle avec le mouvement dit de l'école de Barbizon, puis pendant la seconde moitié de ce même siècle, avec les peintres impressionnistes.

## Principe
Le pleinairisme, s'il procède des mêmes ambitions que l'impressionnisme, n'en a pas les inventions techniques. Il reste fidèle à la peinture lisse aux couleurs rompues et sombres. Les ombres sont faites de gris, de terre d'ombre. Le pleinairisme s'apparente à une peinture de genre à la limite du réalisme. Ses représentants français sont James Tissot, Cazin, Alfred Roll,, Jean-Baptiste Camille Corot, Charles-François Daubigny, Jean-François Millet, Gustave Courbet , Théodore Rousseau, Jeannot et Jules Bastien-Lepage, qui influencèrent profondément les artistes anglais, américains et scandinaves (citons Albert Edelfelt, par exemple, ami de Bastien-Lepage).
Parmi les nombreux peintres pleinairistes figurent également Giacinto Gigante, Joaquín Sorolla, Hans Thoma, Serge Ivanov, Vassili Sourikov, Atkinson Grimshaw, Homer Dodge Martin, Joseph R. Woodwell (en) ou Dwight William Tryon.
Dans le cours de Salomon Reinach, professeur de l'école du Louvre en 1900, on peut lire : « De la peinture de Manet dérivent deux tendances générales qui, vers 1875, se développèrent en véritables systèmes, l'impressionnisme et le pleinairisme. L'impressionnisme est une sorte de sténographie picturale, dédaigneuse des détails, que la vision rapide et synthétique ne peut saisir. […] Le pleinairisme est une révolte contre la peinture faite dans l'atelier, avec des ombres noires que le grand jour ne connaît pas. On peut être impressionniste sans être pleinairiste, et réciproquement ; parmi ces artistes en rupture avec l'École, il y a presque autant d'écoles que d'individus. Le plus remarquable des peintres de figures en plein air fut Bastien-Lepage, mort jeune, mais dont l'influence lui survécut. » « En général l'impressionnisme et le pleinairisme ont abusé de la lumière et fait abstraction de la réalité solide qui n'en existe pas moins et revendique ses droits. » Et plus loin : « Parmi ceux qui ont réagi contre le pleinairisme, on peut citer Carrière, Ulysse Butin, Lhermitte, Alfred Roll et Steinlen. […] Le pleinairisme s'exprime aussi dans les œuvres de Puvis de Chavannes, associé au symbolisme et à l'idéalisme ».
Les précurseurs de cette évolution picturale sont les artistes de l'École de Barbizon, mais c'est aux impressionnistes que le pleinairisme doit ses réalisations les plus significatives en France.